# 王基 (高麗)
平壤公（평양공，1021年—1069年），姓王名基，是高麗第八任君主王詢第四子，母親是元惠王后金氏。

## 生平
王基在顯宗十二年（1021年）出生及命名，十年後（1031年）冊封為弘仁崇孝光德功臣守太尉兼尙書令，封開城國公（개성국공）。至文宗繼位後，王基有疾病，文宗派人為他診治，並在他生日賜禮幣，後改封平壤公。
文宗二十三年（1069年）他去世，追封為靖簡王（정간왕）。

## 家庭

### 父母
- 父：高麗顯宗王詢
- 母：元惠王后金氏

### 子孫
- 子：王璡
- 子：王琚（早卒）
- 子：樂浪公 王瑛（1043－1112）（配保寧宮主[1]）
  - 孫：承化伯 王禎（尚肅宗女興壽宮主）
    - 曾孫：王梓
    - 曾孫：漢南伯 王杞（尚睿宗女承德公主）
      - 玄孫：信安侯 王珹，元德太后之父。
      - 玄孫：咸寧伯 王璞（尙毅宗女安貞宮主）
      - 玄孫：守太尉 上柱國 王玶

  - 孫：王禔
- 女：貞懿王后王氏（夫高麗順宗王勳）

## 附註
1. ↑  高丽史稱保寧宮主為靖宗女有誤，應為文宗女。